# Rapporto Belmont
Il Rapporto Belmont è un rapporto creato dallo United States Department of Health and Human Services (in italiano "Dipartimento della Salute e dei Servizi Umani degli Stati Uniti"), e tratta i principi etici e le linee guida per la protezione dei soggetti umani nella ricerca.

Il suddetto documento è intitolato "Ethical Principles and Guidelines for the Protection of Human Subjects of Research" ed è un importante documento storico nel campo dell'etica medica.
Il rapporto fu redatto il 30 settembre 1978 e pubblicato il 18 aprile 1979 e deve il suo nome al Centro di conferenze Belmont, ove fu strutturato il documento.
Il centro conferenze, una volta parte del Smithsonian Institution è situato in Elkridge (Maryland), 10 miglia a sud di Baltimora ed è adesso parte dell'Howard Community College.

## Storia
Nato in parte dalla problematica derivata dal drammatico studio sulla sifilide di Tuskegee (1932-1972), e basato sulla "National Commission for the Protection of Human Subjects of Biomedical and Behavioral Research" (Commissione Nazionale per la protezione dei Soggetti Umani nelle Ricerche Biomediche e Comportamentali) (1974-1978), il dipartimento della salute, istruzione e welfare (HEW) alla fine degli anni '70 ed all'inizio degli anni '80, rivisitò ed espanse le sue regole per la protezione dei soggetti umani, articolo 45 del Code of Federal Regulations (CFR) parte 46. Nel 1979 fu pubblicato il report della Commissione chiamato:“Ethical Principles and Guidelines for the Protection of Human Subjects of Research”. Fu chiamato Belmont Report, per via del Belmont Conference Center, ove la commissione nazionale si incontrò quando disegnò per la prima volta il report.
I tre fondamentali principi etici per l'uso dei soggetti umani in una ricerca sono:
1. principio di autonomia: o del rispetto per le persone. Proteggere l'autonomia di tutte le persone e trattarle con  rispetto e permettere il consenso informato. Esso comprende almeno due principi subalterni, ovvero: riconoscere l'autonomia e quello di proteggere coloro che soffrono di diminuzione della stessa autonomia (ad esempio per malattie, disabilità mentale). Viene pure  riconosciuto che alcune persone hanno bisogno di una grande protezione, altre di una protezione molto più moderata.
2. principio di beneficialità e principio di non maleficità: la filosofia del "non arrecare danno", massimizzare i benefici per il progetto di ricerca, mentre si minimizzano i rischi ai soggetti.
3. principio di giustizia: assicurare che le procedure ragionevoli, non di sfruttamento ed equilibrate, siano gestite equamente (l'equa distribuzione degli oneri e dei benefici).

Appare evidente come questi principi siano gli stessi principi di bioetica proposti nello stesso anno da Tom Beauchamp e J. F. Childress nel manuale "Principi di etica biomedica." D'altra parte, lo stesso Beauchamp aveva partecipato alla redazione del "rapporto".
Questi principi rimangono la base per le regole del Human and Health Service Departmennt, riguardanti la protezione dei soggetti umani.
Attualmente il Belmont Report continua ad essere un referente essenziale per il comitato di revisione istituzionale (IRC), che riesamina le proposte di ricerca  sostenute dal HHS o che coinvolgono soggetti umani,  al fine di garantire che la ricerca risponda ai fondamenti etici del regolamento.

## Compendio
Compendio ripreso dall'abstract del Belmont Report: 

Il 12 luglio 1974 il National Research Act (Pub. L. 93-348), divenne legge, creando di conseguenza la Commissione Nazionale per la protezione dei soggetti umani per la ricerca biomedica e comportamentale (National Commission for the Protection of Human Subjects of Biomedical and Behavioral Research). Uno degli scopi della commissione era identificare i principi etici alla base della condotta della ricerca biomedica e comportamentale che coinvolga soggetti umani e sviluppare linee guida che devono essere seguite per assicurare che la ricerca sia condotta in accordo con tali principi. La commissione fu indirizzata a considerare:
- i confini tra la ricerca biomedica e comportamentale e le  pratiche mediche accettate e di routine,
- la valutazione di criteri rischio-beneficio nella determinazione della appropriatezza della ricerca che interessi soggetti umani
- linee guida appropriate per la selezione di soggetti umani per partecipare a tali ricerche, e
- la natura e la definizione del consenso informato in diversi contesti della ricerca.

Il Belmont Report cerca di fare un sunto dei principi base etici identificati dalla Commissione. È il risultato di una sessione intensiva di discussione durata quattro giorni che fu tenuta nel febbraio del 1976 al Centro di Conferenze Belmont dello Smithsonian Institution, integrata con delibere mensili della Commissione che si sono svolte nell'arco di un periodo di quasi quattro anni. Esso espone i principi etici di base e le linee guida che devono essere tenuti presente nel risolvere i problemi etici che riguardano la condotta della ricerca con esseri umani. Con la pubblicazione del Report nel Registro federale, e fornendo ristampe su richiesta, la segreteria voleva che fosse agevolmente disponibile per scienziati, membri del Institutional Review Boards e dipendenti Federali.
L'appendice, contenente i voluminosi report (2 volumi) di esperti e specialisti che parteciparono ai lavori della commissione è disponibile come "HEW Publication No. (OS) 78-0013 and No. (OS) 78-0014", in vendita dalla Sopraintendenza dei Documenti USA (Superintendent of Documents, U.S. Government Printing Office, Washington, D.C. 20402).
A differenza di molti altri rapporti della Commissione, il Belmont Report non fa raccomandazioni specifiche per atti amministrativi da parte della Segreteria della Salute, Istruzione e Welfare, bensì raccomanda che venga adottato interamente come un documento di politica dipartimentale. Il Dipartimento richiede un commento pubblico su queste raccomandazioni.

## Il Belmont Report oggi
Nel 1991, altre agenzie e dipartimenti federali della HHS (U.S. Department of Health & Human Services) adottarono un set uniforme di regole per la protezione dei soggetti umani, identificate con la sottoparte A del  45 CFR parte 46 della regolamentazione HHS. Questo set uniforme di regole è il regolamento federale per la protezione dei soggetti umani, chiamato informalmente “Common Rule” (in inglese Federal Policy for the Protection of Human Subjects). L'Office for Human Research Protections (OHRP) fu istituito all'interno del HHS.
Attualmente il Belmont Report serve come documento storico e fornisce una cornice etica per capire i regolamenti negli USA della ricerca sperimentale.